# Rudolf Siegert
Rudolf Siegert, född den 23 december 1899 i Marienberg i Tyskland, död den 24 april 1945 i Berlin i Tyskland, var en tysk promoverad jurist och SS-Oberführer. Han var departementsråd vid Riksfinansministeriet och avdelningschef vid Reichssicherheitshauptamt (RSHA), Tredje rikets säkerhetsministerium.

## Biografi
Siegert studerade rättsvetenskap och promoverades till juris doktor år 1926. Han var därefter verksam vid Sachsens finansministerium. Han gick 1933 med i Sturmabteilung (SA) och blev påföljande år departementsråd vid Riksfinansministeriet. Siegert gick över till Gestapo 1936, blev medlem av Nationalsocialistiska arbetarepartiet (NSDAP) 1937 och SS 1939. 
År 1942 utnämndes Siegert till chef för avdelning II (organisation, förvaltning och rätt) inom Reichssicherheitshauptamt (RSHA); han lämnade denna befattning för en post vid Riksfinansministeriet.
I april 1945 sköts Siegert ihjäl i Berlin av soldater i Röda armén.